# 蝙蝠女俠 (第二季)
《蝙蝠女俠》第二季（英語：Batwoman Season 2）是一部美國超級英雄動作冒險電視劇，由電視製作人卡洛琳·德萊斯與綠箭宇宙創始者葛瑞格·貝蘭提合作開發。劇集由DC漫畫英雄蝙蝠女俠所改編，角色由傑夫·強斯、葛蘭·莫瑞森、葛瑞格·魯卡、馬克·懷德和基斯·吉芬共同創立。背景設定在綠箭宇宙中，與《綠箭俠》、《閃電俠》等其他一些劇集共享同一個世界觀。
第二季於2020年1月獲得正式續訂，繼續由卡洛琳·德萊斯擔任節目統籌。拍攝工作於同年9月3日開始，而9月29日時因等待全體劇組人員的2019冠状病毒病检测報告而延遲，直到10月6日時繼續拍攝工作。大部分主演集體回歸，僅除露比·蘿絲在上一季末尾退出，因此由全新主演賈維希雅·萊絲莉飾演的新角色芮恩·懷德接任蝙蝠女俠的使命。而劇組同時保留凱特·凱恩作為常設角色，改由華莉絲·黛飾演。

## 演員

### 主要演員
- 賈維希雅·萊絲莉（英语：Javicia Leslie） 飾演 芮恩·懷德／蝙蝠女俠
- 瑞秋·斯卡斯頓 飾演 貝絲·凱恩／愛麗絲（英语：Beth Kane）
- 梅根·坦迪 飾演 蘇菲·摩爾（英语：Sophie Moore）
- 妮可·姜 飾演 瑪莉·漢密爾頓
- 卡姆魯斯·強森 飾演 路克·福克斯／蝠翼（英语：Luke Fox (character)）
- 道格瑞·史考特 飾演 雅各·凱恩（英语：Jacob Kane）

### 常設演員
- 瑞秋·瑪多 聲演 薇絲朋·費爾柴（英语：Vesper Fairchild）
- 艾莉森·萊莉 飾演 達娜·德威特
- 蕾貝卡·戴維斯（英语：Rebecca Davis (Canadian actress)） 飾演 蘇珊·史蒂文斯
- 克莉絲蒂娜·沃夫 飾演 茱莉亞·潘尼沃斯（英语：Julia Pennyworth）
- 希凡妮·蓋伊（英语：Shivani Ghai） 飾演 薩菲亞·索海爾
- 莉亞·吉布森（英语：Leah Gibson） 飾演 塔蒂安娜／低語者（英语：Whisper A'Daire）
- 奈森·歐文斯（英语：Nathan Owens） 飾演 奧申
- 貝溫·布魯 飾演 安潔莉克·馬丁
- 彼得·奧特布里奇 飾演 羅曼·賽恩尼斯／黑面具
- 華莉絲·黛（英语：Wallis Day）[註 1] 飾演 凱特·凱恩／蝙蝠女俠 & 瑟西·賽恩尼斯
- 蘿拉·曼尼爾（英语：Laura Mennell） 飾演 伊芙琳·萊姆／恩格瑪（英语：Enigma (DC Comics)）
- 傑西·哈奇（英语：Jesse Hutch） 飾演 羅素·塔瓦洛夫（英语：Russell Tavaroff）

### 客串演員
- 莎庫拉·賽達（英语：Shakura S'Aida） 飾演 蔻拉·路易斯
- 華倫·克里斯蒂（英语：Warren Christie） 飾演 布魯斯·韋恩／蝙蝠俠
  - 蓋博瑞·曼 飾演 湯馬士·「湯米」·艾略特／緘默

- 山姆·萊特費德 飾演 強納森·「強尼」·卡特萊特／老鼠
- 亞歴克斯·莫夫 飾演 維克多·薩斯
- 琳達·卡辛（英语：Linda Kash） 飾演 坎蒂絲·「糖果婦」·朗
- 林肯·克勞斯 飾演 埃文·布雷克／狼蛛
- 麥羅·山德爾 飾演 伊森·羅傑斯
- RJ·費瑟斯頓豪（英语：R. J. Fetherstonhaugh） 飾演 亞倫·海爾金格／杏仁體（英语：Amygdala (comics)）
- 吉雅·金 飾演 喬登·摩爾
- 莎曼珊·莉亞娜·科爾 飾演 伊瑪妮
- 詹米·M·卡里克 飾演 霍頓·史賓斯
- 德瑞克·莫瑞森 飾演 埃利斯·歐布萊恩
- 瑞克·米勒（英语：Rick Miller (comedian)） 飾演 亞瑟·布朗／線索大師（英语：Cluemaster）
- 摩根·科漢 飾演 史蒂芬妮·布朗（英语：Stephanie Brown (comics)）

## 集數
| 總集數 | 集數 （季） | 標題                                            | 導演             | 編劇                                        | 首播日期      | 製作 代碼 | 美國收視人數 （百萬） |
| --- | ----------- | ----------------------------------------------- | ---------------- | ------------------------------------------- | ------------- | --------- | --------------------- |
| 21 | 1           | 凱特·凱恩到底在哪？ What Happened to Kate Kane? | 霍莉·戴爾        | 卡洛琳·德萊斯                               | 2021年1月17日 | T13.22751 | 0.66                  |
| 凱特搭乘私人飛機前往國際市拜訪戰友並獲得氪石銷毀權，但搭機返程途中卻發生“不明意外”而墜毀在高譚市碼頭，當時無家可歸並獨居廂型車的25歲少女芮恩·懷德最先抵達墜機現場，在殘骸中翻出蝙蝠裝。凱特生死不明使其親朋好友心急如焚，雅各動用上千人力對墜機現場周邊進行地毯式搜索，而任何找尋凱特的行動均以失敗告終。撿到蝙蝠裝的芮恩將其視為天賜，迅速換裝走上街頭靠所學的武術打趴兩名混混。瑪莉和路克靠追蹤蝙蝠裝定位信號找到她，兩人起初希望是倖存的凱特卻是空歡喜。由於芮恩不願歸還戰服，瑪莉開始調查其資料，得知芮恩一生中充滿著不幸、養母死於愛麗絲黨羽之手，因此準備找她復仇。這時由湯米冒充的“布魯斯·韋恩”以花花公子的形象現身，只有茱莉亞認出他是冒牌貨，但湯米搶先闖入蝙蝠洞得到氪石、駕駛著蝙蝠車前去追殺芮恩，企圖將蝙蝠裝據為己有。芮恩情急之下換裝對打湯米，過程中身中湯米擊發的氪石子彈，最後打爛湯米的假臉龐而使其落敗關回阿卡漢。芮恩經過生死戰鬥後向瑪莉和路克歸還戰服，之後發現自己的肩膀槍傷出現氪石感染現象。雅各被愛麗絲告知關於凱特的所有真相，意識到自己背叛且險些殺害女兒，僅能站在無人前來的蝙蝠信號前淚聲俱下。愛麗絲得知凱特墜機並非單純事故，疑似是薩菲亞主導的人為災難。                 |             |                                                 |                  |                                             |               |           |                       |
| 22 | 2           | 犯罪前科 Prior Criminal History                 | 卡爾·西頓        | 詹姆斯·史托特羅 & 查德·費艾許               | 2021年1月24日 | T13.22752 | 0.62                  |
| 芮恩當完蝙蝠女俠後回歸沉淪生活，撞見商店盜竊而見義勇為時卻被烏鴉保全隊當成犯人而被捕，在澄清事實後被蘇菲釋放，進而得知自己的殺母仇人愛麗絲跟雅各是親父女關係。愛麗絲當時準備對造成凱特空難的主謀薩菲亞進行復仇，意圖造成一起重大事故來引蛇出洞，將自己毒殺的強納森遺體餵食給群居下水道的蝙蝠群而使牠們感染毒素，最後刻意會面茱莉亞提出聯手對付薩菲亞；然而茱莉亞拒絕的同時諷刺愛麗絲絕望於凱特的死，愛麗絲只好作罷且刺傷她後逃跑。瑪莉推斷愛麗絲即將襲擊支持蝙蝠女俠的市民示威活動，在不知如何疏散市民時，芮恩自願幫忙再次著裝、站在蝙蝠信號塔頂希望市民回家。愛麗絲認出此人不是凱特後，用聲波儀器引來蝙蝠群體襲擊示威群眾藉以擴散毒素，芮恩僅能放棄追殺愛麗絲，找出儀器後用此將所有蝙蝠引進一輛囚車中付之一炬，英勇舉動被一些市民目睹後被稱為新的「希望」。愛麗絲“自願”為瑪莉提供含有解藥的血袋，再由漢密爾頓動力公司合成大量解藥而成功救治所有感染市民。經過一晚上的壯舉，芮恩在瑪莉的支持下暫時接過使命成為新的蝙蝠女俠。就在雅各努力調查凱特有沒有跟人結過仇時，蘇菲因長期下來被周圍人蒙在鼓裡而心中憤憤不平，獨自去緝拿愛麗絲時，卻與她共同被薩菲亞麾下的刺客塔蒂安娜擄走。                           |             |                                                 |                  |                                             |               |           |                       |
| 23 | 3           | 重裝上陣 Bat Girl Magic!                        | 霍莉·戴爾        | 南西·喬                                     | 2021年1月31日 | T13.22753 | 0.71                  |
| 職業殺手維克多·薩斯受僱於神秘僱主，從漢密爾頓工業偷走一份名單後開始放肆屠殺名單上的人，芮恩著裝僥倖奪回名單，但調查發現名單上的人幾乎無共同點或是聯繫。芮恩靠熟人的關係而以本人形式會面薩斯，讓路克趁機駭入其手機而得知他的僱主名為薩菲亞。當瑪莉發現她的一名癌症末期患者在一夜之間奇跡痊愈，源於曾被毒蝙蝠咬傷後打完解藥康復所致，由此得知薩斯正在追殺所有注射過毒素解藥的受試者，似乎是幫薩菲亞清理後患。當薩斯前來追殺身為解藥提供者的瑪莉時，芮恩身換佩全新假髮的紅蝙蝠裝上陣，擊敗薩斯後使其被捕。隨著各大媒體開始宣傳這名新蝙蝠女俠，使原本有偏見的路克改變看法，他與瑪莉同時開始接受凱特一去不回的現實，在重開的據點酒吧中為她獻花紀念。愛麗絲和蘇菲被帶到由薩菲亞統治的科里亞納島，愛麗絲重逢收留過自己的導師，而薩菲亞堅持稱自己跟凱特的空難無關，但展示出凱特佩戴的紅寶石項鏈、證明自己知道“倖存”的凱特在何處，同時以此要挾愛麗絲為她做“一件事”。薩菲亞同時賞識蘇菲，將她和愛麗絲平安送回高譚。蘇菲首先回去保全隊總部，將凱特疑似生還的好消息通報雅各；雅各不久前查看凱特的遺物手機，找到凱特所收到的一張出自於傑克·納皮爾的神秘畫作，當中疑似藏有薩菲亞情報。                                   |             |                                                 |                  |                                             |               |           |                       |
| 24 | 4           | 尋人啟事 Fair Skin, Blue Eyes                   | 孟哈吉·胡達      | 艾伯尼·吉爾伯                               | 2021年2月14日 | T13.22754 | 0.51                  |
| 正當犯罪組織「假面協會」在全市各處販賣新型迷幻藥物「蛇咬」時，芮恩受人委託協尋一名失蹤兩個月的孤兒凱文，而調查的蛛絲馬跡讓芮恩警覺凱文是被一名專門拐賣兒童的慣犯「糖果婦」擄走。芮恩十二歲時也曾遭她綁架，囚禁兩個多月後才被自己的孤兒院摯友安潔莉克救出。由於早已跟安潔莉卡決裂友情，芮恩只能獨自面對童年噩夢，返回糖果婦的住處拯救凱文，卻被糖果婦噴藥失去意識，綁住手腳囚禁在閣樓。這次芮恩靠打碎糖果罐割斷繩子脫身，抓獲糖果婦卻得知她已將凱文洗腦後賣給假面協會。這時，雅各高額懸賞任何有關凱特的消息，假面協會藉此引出雅各挾持，命令被洗腦的凱文槍殺他作為考核。芮恩著裝及時趕來制止、喚回凱文的良知，同時使雅各欠她一個人情。另一邊，愛麗絲找上蘇菲合作尋找神秘男子奧申；其身為薩菲亞的暗殺對象，蘇菲瞞著愛麗絲進入奧申的一間藥物實驗室中調查，發現屋內沒人後與一名闖空門的女小偷發生衝突。愛麗絲因此結束跟蘇菲的合作，表示自己一旦找到凱特則會抹殺她，離開前撿到女小偷掉落的一張汽車旅館門禁卡、包含奧申的照片，猛然回憶起奧申曾是自己在科里亞納島認識的“舊友”。芮恩正式搬入凱特的舊公寓與瑪莉同居，舊情人安潔莉克突然前來拜訪她，其剛好身為與蘇菲和愛麗絲交涉的女小偷。                           |             |                                                 |                  |                                             |               |           |                       |
| 25 | 5           | 染血油畫 Gore on Canvas                         | 諾瑪·貝莉        | 丹尼爾·湯姆森                               | 2021年2月21日 | T13.22755 | 0.49                  |
| 為了搶在愛麗絲之前營救凱特，雅各與蘇菲爭分奪秒尋找傑克·納皮爾的染血油畫，而芮恩則搶在保全隊之前抓獲一名薩菲亞黨羽，同時不情願地跟雅各和蘇菲參與審問，在該黨羽服毒自盡前確認油畫上標有科里亞納島的具體位置。雅各想辦法見到凱特的一名老同學埃文·布雷克，得知油畫即將出現在埃文舉辦的被盜藝術品之私人拍賣會上。芮恩想辦法透過路克和瑪莉的協助、以及剛和好的安潔莉克的陪同下出席拍賣會，將油畫整體拍下來並採集元素後發給路克進行分析。為了確認該油畫是真品，芮恩只能冒著風險將其偷走，然而在廁所換裝過程中因左肩的氪石彈傷導致的劇痛而耽誤時間，導致油畫當時被一名蒙面藝術大盜「狼蛛」捷足先登搶跑。兩名保全隊員受蘇菲指示追趕狼蛛，其中一人為了完成任務而不惜開車將狼蛛撞至重傷後取回油畫，目睹此舉的芮恩後來發現狼蛛的身份是埃文，將他帶去給瑪莉救治後發誓不再相信保全隊。另一方面，愛麗絲找到獨身在汽車旅館的奧申，深感對他留有回憶而對行刺有所遲疑，而奧申將愛麗絲抓去拷問後得知是薩菲亞企圖暗殺她。兩人被迫合作殺光薩菲亞派遣的另一群殺手後逃之夭夭，愛麗絲再度回憶起自己曾跟奧申相愛過，然而彼此都失去這段回憶。蘇菲發現拍賣會上取回的油畫實為贗品，而真正的油畫當時在奧申的手中。                       |             |                                                 |                  |                                             |               |           |                       |
| 26 | 6           | 拒絕救治 Do Not Resuscitate                     | 霍莉·戴爾        | 卡洛琳·德萊斯 & 達芙妮·麥爾斯               | 2021年2月28日 | T13.22756 | 0.46                  |
| 芮恩的左肩彈傷日漸嚴重，氪石感染持續擴大而逐漸影響行動力，然而還是決定強忍住疼痛而繼續打擊犯罪。漢密爾頓動力公司旗下的一間實驗室無法複製出先前足以治愈任何絕症的毒素解藥後，實驗室主管伊森·羅傑斯釋出一名有嚴重暴力傾向的精神病人亞倫·海爾金格擄走瑪莉和雅各，將他們父女抓至瑪莉的地下診所拷問解藥製作來源。瑪莉無從選擇之下將解藥來源為生長於科里亞納島的罕見植物「沙漠玫瑰」一事、以及自己長期經營這間診所的真相如實告知身旁的父親。另一邊，蘇菲得知身為芮恩女友的安潔莉克曾跟奧申有過接觸，前去求助芮恩幫她偷偷在其手機上植入追蹤程式。當芮恩無法勸阻安潔莉克販毒後決定照做，而蘇菲靠此追蹤到藏身在廢棄地鐵中的愛麗絲和奧申，奧申燒掉畫上的血而為她展示通向科里亞納島的地圖。眾人隨即得知瑪莉被挾持，芮恩與蘇菲迅速抵達診所擊昏亞倫後救出他們父女，然而羅傑斯以蒙面形式現身劫走亞倫、再以蘇菲的性命威脅芮恩交出地圖後離開。隨著線索斷線，雅各全力查緝第三方下落以外，決定關閉瑪莉的診所。安潔莉克發現手機被動過手腳後最終發現是芮恩的背叛，深受打擊之下與芮恩再次決裂。愛麗絲由於種種回憶在腦中揮之不去，跟奧申建立合作關係，靠一具換臉的遺體假造奧申之死後，聯繫薩菲亞派人前來收屍。                   |             |                                                 |                  |                                             |               |           |                       |
| 27 | 7           | 懸崖勒馬 It's Best You Stop Digging             | 艾維·尤比恩      | 傑瑞·山迪                                   | 2021年3月14日 | T13.22757 | 0.55                  |
| 隨著芮恩的氪石感染持續擴增，只能依靠瑪莉的治療緩解痛苦，當一小部分感染進入芮恩的腦部時，芮恩時不時看到自己已故養母的幻覺，希望能趁這剩下的時間找到愛麗絲來報殺母之仇。同時，愛麗絲將前來收屍的塔蒂安娜擊昏後，向她問出關於自己在科里亞納島上的所有經歷，得知自己數年前被帶至島上後，由薩菲亞相中實力而成為她的一份子。然而自己卻跟薩菲亞最信任的部下奧申訓練時彼此相愛，被其勸導放開對家人的憎恨，甚至最後打算偷走一束沙漠玫瑰樣本而私奔。當薩菲亞發現她們的意圖後，命令她麾下的協力者「恩格瑪」洗去她們兩者的回憶，並將愛麗絲放回高譚、變成對家族復仇的犯罪女王。現今，愛麗絲得知自己淪為如此是薩菲亞一手造成，說服塔蒂安娜將她帶回島上與薩菲亞對峙。另一邊，雅各和蘇菲攻入羅傑斯的研究機構時發現內部已被血洗，留在現場的地圖也被焚燒成灰燼，不明行兇者為他們留下“懸崖勒馬”的勸告。調查再次死路一條使雅各深感絕望，得知此事的瑪莉也放棄阻止芮恩前去復仇。芮恩以蒙面形式從另結新歡的安潔莉克口中得到重要情報後，攻入愛麗絲的所在處；當時的她剛跟奧申分道揚鑣。有機會復仇的芮恩突然被養母的幻覺勸阻而收手，最終選擇放愛麗絲一條生路，但為了確保能找到科里亞納島的位置，在愛麗絲身上放置追蹤器並等她上島。   |             |                                                 |                  |                                             |               |           |                       |
| 28 | 8           | 歷經萬難 Survived Much Worse                    | 霍莉·戴爾        | 娜塔莉·亞伯姆                               | 2021年3月21日 | T13.22758 | 0.54                  |
| 愛麗絲前去科里亞納島時，蘇菲和雅各靠路克提供的追蹤信號準備登島，然而薩菲亞的黨羽先下手為強將她們擄走。情況危機迫使芮恩把握住生命最後時刻、靠注射人工合成腎上腺來行動，採取高空跳傘降至島上卻被衛兵抓到，但她提前放置的電磁脈衝儀器也讓雅各和蘇菲逃出。當愛麗絲想跟薩菲亞交差時，一旁的芮恩揭穿她帶來的是假屍體，使愛麗絲計劃敗露而同樣被關。然而，薩菲亞決定網開一面，滿足她們雙方一個願望。芮恩決定先要一朵解藥花續命，而愛麗絲決定要回凱特，但被薩菲亞要挾刺殺剛被抓回島上的奧申本尊作為交換條件。愛麗絲忍痛拿起薩菲亞的匕首捅死奧申，但最後卻發現凱特根本不在島上，只是薩菲亞為達目的而捏造的謊言。當奧申因薩菲亞事先在匕首上塗的藥而得以復甦時，薩菲亞拿同一把匕首刺死為了私益而真正挑起雙方戰爭的塔蒂安娜，聲稱自己會決定是否要復甦她。狂怒的愛麗絲放火燒毀薩菲亞的花圃，逃出來的芮恩看到火海後陷入絕望。這時，路克和瑪莉與趕回來的茱莉亞聯手殺死一名由薩菲亞派來湮滅證人的女殺手，其死時血灑進芮恩的花盆中，進而種出一朵解藥花。路克緊急通知蘇菲迅速將芮恩帶回，但茱莉亞也前來通知凱特已確認死於空難的噩耗。但出乎眾人意料的是，在空難中重傷且毀容的凱特，當時身在某處意識尚存。                     |             |                                                 |                  |                                             |               |           |                       |
| 29 | 9           | 首要規則 Rule #1                                | 麥可·邦德爾      | 南西·喬 & 瑪雅·休斯頓                       | 2021年3月28日 | T13.22759 | 0.44                  |
| 雅各帶頭為凱特舉行葬禮進行送別，然而無人知道凱特當時被假面協會首領黑面具囚禁。一個月後，及時撿回一命的芮恩正式復出，安潔莉克突然前來向她登門道歉，表示自己決定金盆洗手。隨後，宣佈打擊販毒的佛布斯局長在警察局門口被假面協會暗殺身亡，當時在警察局旁塗鴉抗議警察的行動主義少女喬登成為唯一目擊者，同時導致她受黑面具黨羽追殺。無處可去的喬登找到姐姐蘇菲求助，而姐妹倆受圍攻時被蝙蝠女俠相救。靠喬登的證詞，芮恩得知戴獨特手環的安潔莉克身為暗殺者的司機，得知她並未參與謀殺後奉勸她去自首。慎重考慮決定自首的安潔莉克卻被黑面具擄走，芮恩及時趕到她的囚禁地點卻也被擒。黑面具將女兒之死遷怒於前任蝙蝠女俠，揚言會以自己的方式改變高譚現狀，直到蘇菲及時前來支援趕跑黑面具。然而安潔莉克為了保護芮恩，故意替黑面具頂罪而入獄，迫使芮恩發誓會打倒惡勢力來改變現狀，同時支持喬登準備建立的社區中心。茱莉亞葬禮後開始排查凱特空難疑點，然而發現自己不記得跟一名相關證人見過面的事情，懷疑有人篡改過自己的記憶。愛麗絲由於長久以來的希望落空之下，在自我封閉過程中浮現出一個新幻想。黑面具隨同著薩菲亞的協力者恩格瑪，在牢房中探望至今都重傷毀容的凱特，恩格瑪表示她會幫凱特來一個“改頭換面”。                 |             |                                                 |                  |                                             |               |           |                       |
| 30 | 10          | 戴罪立功 Time Off for Good Behavior             | 艾瑞克·迪恩·西頓 | 詹姆斯·史托特羅 & 查德·費艾許               | 2021年4月11日 | T13.22760 | 0.48                  |
| 芮恩著裝摧毀假面協會的毒品原料運輸線，並在新聞媒體面前向黑面具宣戰，導致黑面具同時失去制毒人手以及配方。黑面具隨後派人伏擊車上的雅各後對其注射一劑蛇咬，使雅各腦中浮現出自己當初成功在地下室救出貝絲的幻覺以撫平一生最大遺憾，後來即使藥效過去卻無法擺脫毒癮，因此聯繫知名心理醫生伊芙琳·萊姆看診；卻未知萊姆的真面目實為跟黑面具與薩菲亞共有聯繫的恩格瑪。愛麗絲找上茱莉亞合作找出恩格瑪，茱莉亞由此得知自己記憶斷片的主因，於是趁恩格瑪剛見完雅各後找她對峙，然而不慎被恩格瑪麻醉伏擊後再度受她消除記憶，在“一無所知”的情況下調至柏林工作。另一方面，喬登主持開辦的社區中心遭受手持鐳射槍的不明襲擊者燒毀，調查此事的芮恩藉由受到相似襲擊的老練記者霍登·史賓斯，得知有人蓄意針對社區中心進行攻擊。當她查到襲擊者身為一名正在監獄服刑的暴力男時，推斷幕後黑手為多間私人監獄的擁有者埃利斯·歐布萊恩，其靠手下的罪犯破壞各家社區中心、從而藉由上升的犯罪率致富。芮恩著裝制止歐布萊恩與其黨羽，破獲長期以來的陰謀而使社區中心開始重建。芮恩同時說服獄中的安潔莉克交代真相而獲釋，但正當安潔莉克正要送往安全屋時，她再度被黑面具黨羽劫走帶去替他們制毒，跟女友通話的芮恩無奈地聽著她被抓走。                  |             |                                                 |                  |                                             |               |           |                       |
| 31 | 11          | 玩命關頭 Arrive Alive                           | 梅爾西·阿爾馬斯  | 丹尼爾·湯姆森 & 達芙妮·麥爾斯               | 2021年4月18日 | T13.22761 | 0.56                  |
| 黑面具命令安潔莉克想辦法制出奧申精通的蛇咬配方以外，僱傭車手進行原料運送，勒令所有車手一旦偏離路線或沒及時到終點則立即剔除。急切想救回安潔莉克的芮恩抓獲一名車手，但發現對方卻是臥底的蘇菲，導致蘇菲被剔除資格而無功而返。當時染上毒癮而身心不穩定的雅各將她調離此案，轉由資深探員羅素·塔瓦洛夫偵辦。芮恩以本人形式說服蘇菲將她編入車手行列，借用瑪莉的跑車負責運送恐懼毒氣配方。運送時，芮恩趁機在車中安裝遠端遙控儀器，趁路克遠程駕駛的過程中在毒氣罐上安置追蹤器以追查毒品倉庫位置。然而，蘇菲為了正名而不惜獨自追至倉庫，遭到黑面具本人伏擊而命懸一線，直到芮恩著裝及時救下她，但由於安潔莉克當時被人用刀抵著喉嚨，兩人只能任由黑面具逃之夭夭。另一方面，愛麗絲追到恩格瑪的辦公室後確認是她修改過自己與奧申相愛的記憶，這次命令她洗去自己與凱特的姐妹回憶，然而回憶仍然在自己腦中揮之不去。這時奧申前來找到愛麗絲對峙，愛麗絲聲稱自己之前殺他是為了姐姐凱特。恩格瑪下催眠指令迷惑兩者而逃跑，愛麗絲和奧申因此都恢復記憶，兩人不但逐漸舊情復燃，同時彼此心照不宣。塔瓦洛夫在毒品倉庫現場尋獲蝙蝠女俠的血液樣本，而蘇菲偶然發現芮恩留在車中的遙控儀器，帶回去解析錄音檔案而得知芮恩是蝙蝠女俠。          |             |                                                 |                  |                                             |               |           |                       |
| 32 | 12          | 自我毀滅 Initiate Self-Destruct                 | 葛倫·溫特        | 劇本創作 ：查克·西迪格 故事構思 ：傑瑞·山迪 | 2021年5月2日  | T13.22762 | 0.43                  |
| 身為黑面具的高譚化妝品大亨羅曼·賽恩尼斯在恩格瑪的協助下，將恢復意識的凱特以催眠形式進行洗腦，完全塑造成羅曼原在阿卡漢病院暴动中喪生的親女兒瑟西。芮恩急迫想救回遭黑面具挾持的安潔莉克而四處奔走，然而愛麗絲不久前同樣遭遇黑面具黨羽劫走奧申，兩人因此勉強達成共識合作救出彼此心愛的人。當時黑面具已準備錄製完奧申和安潔莉克的蛇咬制毒過程後將兩人滅口，芮恩和愛麗絲緊急趕到制毒所在的貨船邊，但芮恩實在信不過愛麗絲而將她拷在原地獨自上陣。當她救出安潔莉克和奧申且摧毀配方後，黑面具指派已被洗腦、佩戴白面具的凱特前來清理門戶；芮恩當時不知面具之下的人，險些敵不過身手強過自己的凱特，直到愛麗絲前來解救她。然而芮恩基於殺母之仇而選擇不帶愛麗絲撤退，愛麗絲因此被凱特抓回黑面具宅邸中拷打。另一方面，蘇菲得知塔瓦洛夫準備用血液樣本來核對DNA，靠保全隊資料庫查出蝙蝠女俠的身份，由於不久前得知芮恩的身份，蘇菲冒險清除芮恩的前科而成功避免其身份被發現。蘇菲隨後偶然找到雅各藏在辦公室抽屜中的蛇咬針筒，對此不安後將針筒交給重新合法開辦地下診所的瑪莉。恢復自由的安潔莉克加入證人保護計畫，原本想說服芮恩陪自己一同告別高譚，但芮恩決定以使命為重而回絕，跟心愛的女友掛鉤道別。                       |             |                                                 |                  |                                             |               |           |                       |
| 33 | 13          | 顺藤摸瓜 I'll Give You a Clue                   | 馬歇爾·韋曲      | 卡洛琳·德萊斯 & 娜塔莉·亞伯姆               | 2021年5月9日  | T13.22763 | 0.40                  |
| 五年前從著名遊戲節目主持人淪為人稱「線索大師」的連環殺手亞瑟·布朗，被剛加入保全隊的蘇菲擊敗而被捕入獄。現今，蘇菲試圖加入芮恩的蝙蝠團隊而登門拜訪，打算解除近幾年的矛盾，直到線索大師突然越獄，再度對她發出挑戰書。有過經驗的蘇菲搶先解開第一條線索，來到指定的射擊場救出被線索大師囚禁的親女兒史蒂芬妮，其五年前匿名幫蘇菲解開父親的線索。眾人發現史蒂芬妮身上被線索大師寫滿無規律的數字和字母，因此請來同是高智商的路克幫忙解謎。三人來到線索大師的舊電視台調查時，瑪莉和芮恩不慎受困原本為蘇菲準備的炸彈陷阱。隨著時間一分一秒過去，芮恩又不情願跟蘇菲和好，蘇菲只能當場揭穿芮恩的身份，及時來到蝙蝠洞為芮恩取得所需的纜繩而帶著瑪莉脫逃。芮恩因此對蘇菲改觀，而瑪莉回到診所後突然發現雅各因藥物過量而緊急送醫。史蒂芬妮識破父親的線索而來到他們父女的舊屋，但線索大師決定帶女兒用毒氣共赴黃泉，路克及時介入救出他們後報警，在史蒂芬妮面前留下好印象。當時遭受黑面具嚴刑拷打的愛麗絲答應幫其“女兒”瑟西做出新臉龐而保住一命，但她後來為其換上臉龐時，驚訝地發現面前的“瑟西”擁有跟凱特相同的家族基因藍瞳，加上自己曾親眼目睹瑟西本尊死於阿卡漢暴動，最後識破面前的人是本應喪生的凱特。                    |             |                                                 |                  |                                             |               |           |                       |
| 34 | 14          | 伸張正義 And Justice For All                    | 羅布·杜肯        | 艾伯尼·吉爾伯 & 瑪雅·休斯頓                 | 2021年5月16日 | T13.22764 | 0.35                  |
| 愛麗絲震驚地看著眼前活生生的凱特，但發現凱特完全不記得自己或家人，無力之下被黑面具放走作為答謝。愛麗絲意識到是恩格瑪所為後再次將她挾持，要求她必須喚回凱特的記憶。即使恩格瑪警告若強行喚回記憶會讓凱特陷入更深的精神創傷，但愛麗絲不惜冒此風險險都要帶回姐姐，但尾隨她前來的奧申不希望她持續玩火自焚，因此扭斷恩格瑪的脖子藉以讓她死心。與此同時，高譚市角落開始出現新一批“改良型”的蛇咬毒貨，但效果並非像先前的娛樂性用藥，這次反而讓服用者產生難以控制的飢餓乃至同類相食傾向。隨著城市一片區域開始爆發“喪屍”危機，而芮恩、蘇菲和路克當天剛好因籌辦募捐派對、卻被警察以擾民為由收押至高譚警局，關一整天後被芮恩的好友伊瑪妮協助保釋。芮恩則立刻著裝前去處理危機，得知是藥的作用後帶著瑪莉提供的配方解藥救治大部分服藥者，但同時也目睹以塔瓦洛夫為首的保全隊殺死一部分毒蟲。瑪莉陪康復中的雅各合作治愈大部分傷者，父女倆在此過程中釋盡前嫌。蘇菲得知塔瓦洛夫肆意妄為後，意識到自己在保全隊中無容身之處，選擇辭職後正式加入芮恩的團隊一份子。路克當晚上街時撞見當天在牢裡認識的偷車賊，試圖見義勇為卻不巧遇上路過的塔瓦洛夫，最後甚至被塔瓦洛夫有意當成“持槍嫌犯”而打中數槍生命垂危。                       |             |                                                 |                  |                                             |               |           |                       |
| 35 | 15          | 一觸即發 Armed and Dangerous                    | 霍莉·戴爾        | 南西·喬                                     | 2021年6月6日  | T13.22765 | 0.43                  |
| 路克緊急送醫後仍然性命不保，對傷害無辜市民毫無悔意的塔瓦洛夫，不僅靠動用關係免除責任，甚至將身上的監視錄像修改為路克中槍前“試圖掏槍”。為了拯救路克，瑪莉決定將芮恩種植在蝙蝠洞中的一朵沙漠玫瑰製成救命解藥，為了繞開把守在路克病房外的保全隊警衛，因此聯繫被她救過一命的埃文偷偷潛入病房中為其注射解藥。芮恩決定為路克討回公道，抓獲作為目擊者的偷車賊得知是行為記錄狼藉的塔瓦洛夫所為，試圖緝拿塔瓦洛夫卻發現他正在受多人保護。蘇菲將塔瓦洛夫的犯行如實告知雅各，迫使雅各準備下令將他停職接受調查，然而不滿此命令的塔瓦洛夫打昏雅各後召集自己的人手，意圖將雅各陷害為吸毒的樣子。當時芮恩在蘇菲掩護下潛入行動局主機房試圖取回案發當晚的真正錄像，但還未找到就被迫去營救雅各。隨著塔瓦洛夫一行人被抓現行，雅各看清自己局裡的腐敗程度而對媒體公開事實，同時宣佈解散自己一手創立的烏鴉保全隊。這時，愛麗絲試圖喚回姐姐回憶時，發現黑面具曾長期調查過凱特和瑪莉的底細，意識到他在針對凱恩家族，因此只能找上父親雅各合作，揭露凱特正在以另外一個身份活著。路克雖得救卻仍然昏迷不醒，在潛意識中面臨步入父親盧修斯後塵、或是回去現實的艱難抉擇，他還未來得及跟父親對話，在芮恩和瑪莉的呼喚下恢復意識。           |             |                                                 |                  |                                             |               |           |                       |
| 36 | 16          | 浴火重生 Rebirth                                | 麥可·A·艾勞維茲  | 丹尼爾·湯姆森                               | 2021年6月13日 | T13.22766 | 0.43                  |
| 愛麗絲和雅各聯手將瑟西帶至停運的保全隊總部，靠指紋及DNA驗證後證實她是凱特本尊，開始想辦法一步一步拼回她的原始記憶。隨著愛麗絲搬出充滿她們姐妹回憶的手工製咖啡杯，勉強讓凱特喚回一小部分記憶，而愛麗絲看出凱特本尊意識仍然囚於“心靈牢籠”中。與此同時，薩菲亞伴隨復生的塔蒂安娜進軍高譚，準備奪回失去的一切，會面長期合作的黑面具討論下一步時，透漏愛麗絲身為凱特親生妹妹的隱情。對此不安的黑面具立刻派人擄走雅各和愛麗絲父女，僅凱特僥倖逃跑後被芮恩接回韋恩塔樓與瑪莉和蘇菲團聚。黑面具收買高譚市警局公佈雅各身為罪犯愛麗絲的生父，而雅各基於保護家人決定背罪入獄。為了營救唯一能喚回凱特記憶的愛麗絲，芮恩用掌有的沙漠玫瑰植物向薩菲亞交換。愛麗絲自由後首先去查看奧申安危，然而卻發現塔蒂安娜早已受令殺死奧申滅口，悲痛之下反殺塔蒂安娜作為報復。路克經歷生死交關後開始質疑自己的存在價值，隻身冒險與保釋出獄的塔瓦洛夫對決德州撲克勝出後卻再度受他騷擾。所幸來自星城的天眼局特務約翰·迪格爾出手營救，並以自身經歷給予路克關懷及指導，才讓路克醒悟並找回自我，重回同伴身邊援助。當時的凱特仍然質疑自己的身份，為了證實而偷溜回賽恩尼斯宅向黑面具問清楚，當時站在一旁的薩菲亞認為應該向她說出真相。       |             |                                                 |                  |                                             |               |           |                       |
| 37 | 17          | 如假包換 Kane, Kate                             | 卡爾·西頓        | 詹姆斯·史托特羅 & 查德·費艾許               | 2021年6月20日 | T13.22767 | 0.45                  |
| 凱特於十小時後若無其事地回到芮恩一行人身邊，表現出開始恢復記憶的樣子，讓瑪莉、路克和蘇菲欣喜萬分。芮恩雖然欣慰凱特回歸，但也發現自己開始失去立足之處，決定歸還戰服及使命後回歸原先的流浪生活。但事實上，凱特並未恢復如初，當時仍由瑟西人格佔據，還受令為黑面具和薩菲亞擔任間諜。黑面具由此知悉芮恩的身份，收買警察嫁禍她藏毒後逮捕。芮恩深知自己不會活著走出法院，向假釋官說出自己的身份及真相後，即將被警察滅口之際救她一命，獲得其信任而成功逃跑。當時路克、瑪莉和蘇菲不慎對“凱特”放鬆警惕，將她帶進蝙蝠洞時集體受背叛而關在電梯中出不去，凱特隨後迎合黑面具和薩菲亞的需求，偷走蝙蝠女俠戰服、裝備、以及蝙蝠洞中存放的眾多超級罪犯遺留的工具。黑面具開始大張旗鼓地擴充軍力，召集塔瓦洛夫等一部分前保全隊員為自己賣命，由於塔瓦洛夫想要更多，黑面具便將凱特偷來的班恩所使用的毒液罐提供給他。隨著芮恩一行人陷入無力抵抗的困境，愛麗絲忍痛將奧申火化後撒入大海後受薩菲亞面會。薩菲亞聲言自己會用凱特偷來的毒藤女之植物活樣本，在島上重新種植出沙漠玫瑰花園，有意想說服如今一無所有的愛麗絲重新入伍。但愛麗絲仍然不肯善罷甘休，用毒匕首對薩菲亞背後捅刀而使她進入假死狀態，並由自己決定對她拔刀復甦的時刻。 |             |                                                 |                  |                                             |               |           |                       |
| 38 | 18          | 力量 Power                                      | 霍莉·戴爾        | 卡洛琳·德萊斯                               | 2021年6月27日 | T13.22768 | 0.41                  |
| 黑面具透過直播縱使高譚市陷入無政府狀態，為暴民隨意發放面具，意圖由自己扮演英雄而功名利祿。身無寸鐵的芮恩一行人只能分頭挽回局面，包括自願前來協助的愛麗絲。瑪莉返回診所救治傷者時，遇到不久前因毒液注入實驗失敗而瀕死的塔瓦洛夫，發現其身上裝有作為抑制毒液副作用的蛇咬配方，想到其作用足以喚回凱特的記憶。然而塔瓦洛夫陷入喪心病狂而追殺瑪莉，所幸路克找到父親生前為自己量身打造的蝠翼戰服，及時換裝營救瑪莉並擊敗塔瓦洛夫。芮恩和愛麗絲潛入黑面具藏身的電視台，凱特搶先拎著一部分超級罪犯工具逃跑，愛麗絲取得小丑專用胸花向黑面具噴灑硫酸，使面具當場烙在其臉上而落敗。芮恩取得蛇咬配方後全速追上凱特，愛麗絲趕到後與凱特共同吸入毒劑，姐妹倆一起墜入河中。愛麗絲在幻覺中見到奧申而正式道別，將溺水的凱特救上岸後，成功讓凱特恢復自我，然而愛麗絲緊接著被警察逮捕送回阿卡漢，與身敗名裂的黑面具共居一座屋簷。隨著一夜危機告終，芮恩提前結束假釋而恢復自由，回歸同伴的凱特正式讓芮恩接棒英雄使命，暫時離開高譚踏上尋找布魯斯的旅程。芮恩前去探望愛麗絲時，被她告知關於自己真正“生母”的驚人事實。當時掉進河中的超級罪犯工具被陸續衝上岸，其中毒藤女的活植物樣本開始外洩生長蔓延開來。                       |             |                                                 |                  |                                             |               |           |                       |

## 備註
1. ↑  前主演露比·蘿絲飾演的凱特·凱恩在第二季中仍以照片形式出現。
2. ↑  當中有小丑佩戴的硫酸機關胸花、班恩的毒液罐、泥面人的泥巴、殺手鱷的牙齒、瘋帽客的禮帽、企鵝人的雨傘、以及毒藤女的活植物。

## 外部鏈接
- 互联网电影数据库（IMDb）上《蝙蝠女俠》的资料（英文）
- 豆瓣电影上《蝙蝠女俠》的資料 （简体中文）